# Пружна рідина
Пружна рідина (рос. жидкость упругая; англ. elastic liquid; нім. elastische Flüssigkeit f) — рідина, яка легко змінює свій об'єм, а, отже, і густину в залежності від тиску і температури. Це поняття часто застосовують до газів.